# Eremanthus rondoniensis
Eremanthus rondoniensis là một loài thực vật có hoa trong họ Cúc. Loài này được MacLeish & H.Schumach. mô tả khoa học đầu tiên năm 1984.